# El espíritu de la colmena
El espíritu de la colmena is een Spaanse dramafilm uit 1973 onder regie van Víctor Erice.

## Verhaal
In de jaren 40 ziet een klein meisje de film Frankenstein. Zij raakt geboeid door het monster van Frankenstein en gaat naar hem op zoek.

## Rolverdeling
| Acteur                | Personage                |
| --------------------- | ------------------------ |
| Fernando Fernán Gómez | Fernando                 |
| Teresa Gimpera        | Teresa                   |
| Ana Torrent           | Ana                      |
| Isabel Tellería       | Isabel                   |
| Ketty de la Cámara    | Milagros                 |
| Estanis González      | Guardia Civil            |
| José Villasante       | Monster van Frankenstein |